# 埃德加·温特尔

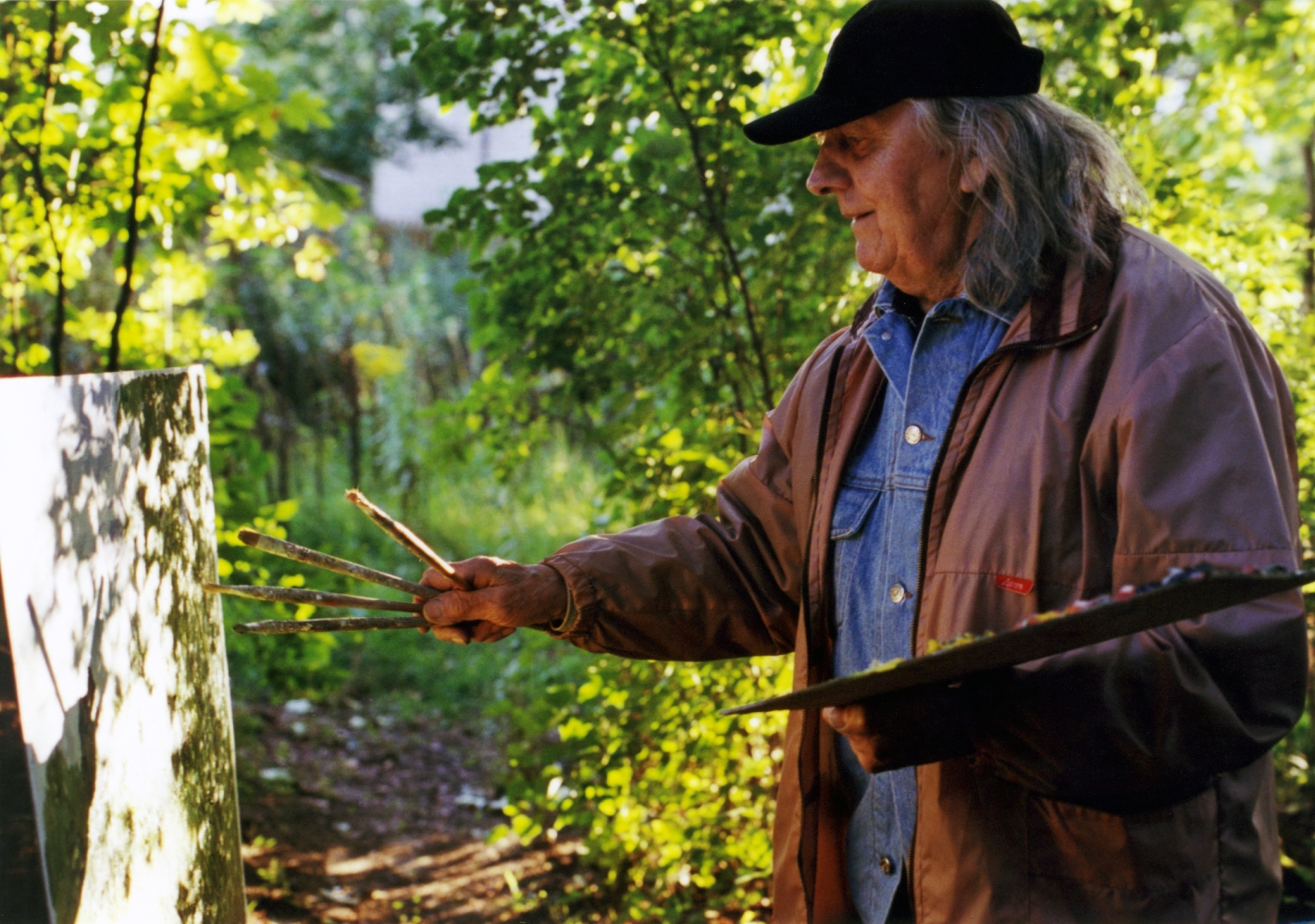
2006年埃德加·温特尔

埃德加·温特尔（Edgars Vinters，1919年9月22日—2014年4月29日），是一名拉脱维亚画家。他为大量杂志和公司进行绘图，并以平面设计为著称。
2014年，他因病去世，享年94岁。